# 弗蕾德里克·亨麗埃特 (安哈特-貝恩堡)
弗蕾德里克·亨麗埃特（德語：Friederike Henriette，1702年1月24日—1723年4月4日），安哈特-克滕親王妃，安哈特-貝恩堡親王卡爾·腓特烈的女兒。

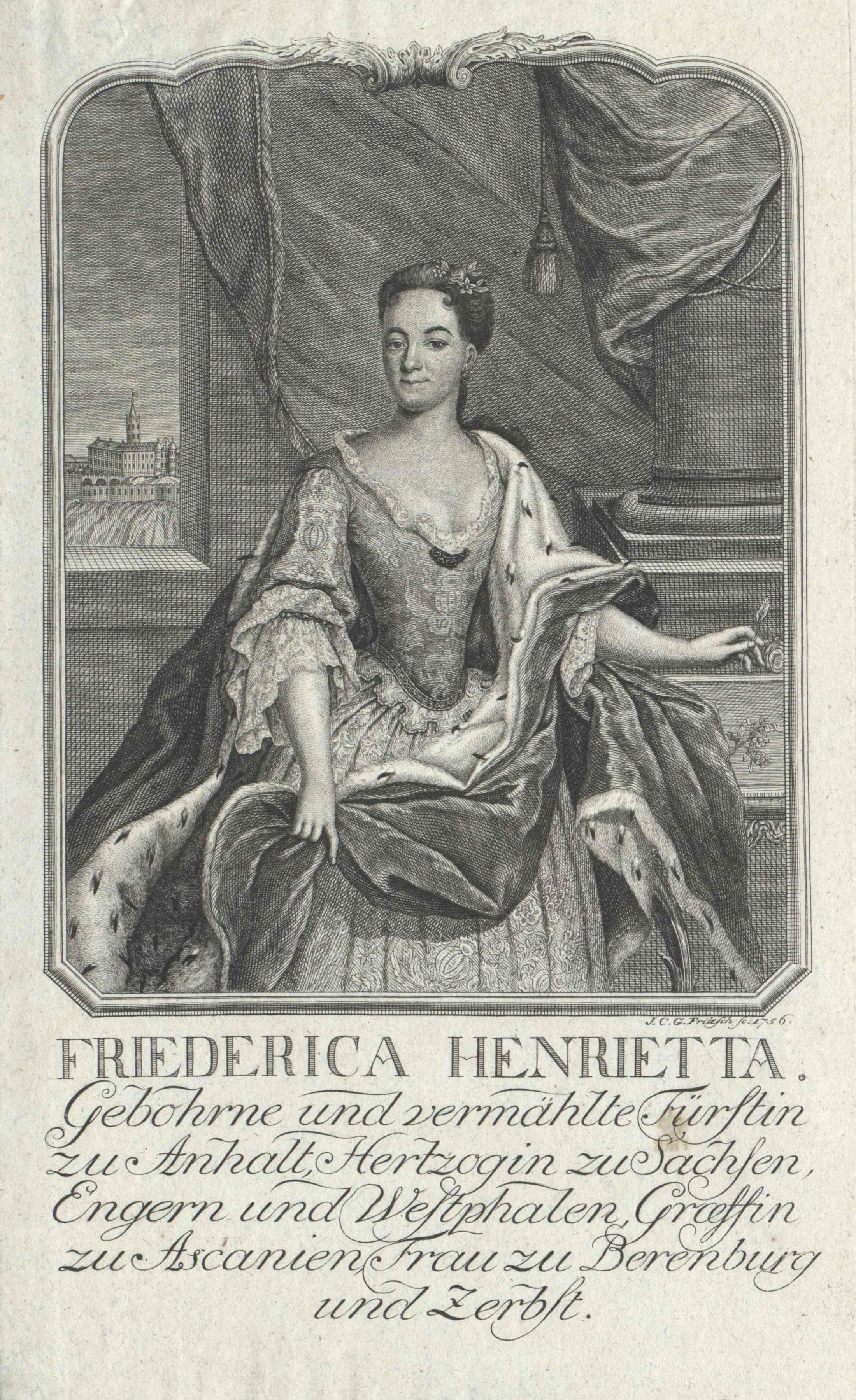
弗蕾德里克·亨麗埃特

1721年，弗蕾德里克·亨麗埃特與安哈特-克滕親王利奧波德結婚，兩人的獨女吉賽拉·阿格尼絲於1722年出生。